# 301552 Alimenti
301552 Alimenti è un asteroide della fascia principale. Scoperto nel 2009, presenta un'orbita caratterizzata da un semiasse maggiore pari a 2,736696 UA e da un'eccentricità di 0,086193, inclinata di 5,392590° rispetto all'eclittica.
È dedicato ad Alessandro Alimenti, astrofisico e medico italiano.